# Liste des épisodes de Rick et Morty
Cette page présente la liste des épisodes de la série télévisée Rick et Morty.
Rick et Morty (Rick and Morty) est une série animée télévisée américaine créée par Justin Roiland et Dan Harmon. Elle est  depuis le 2 décembre 2013 sur Adult Swim.

## Panorama des saisons
| # | Saison | Épisodes | Début de diffusion | Fin de diffusion | Chaîne d'origine | Année(s)  | Téléspectateurs (en millions) |
| - | ------ | -------- | ------------------ | ---------------- | ---------------- | --------- | ----------------------------- |
|   | 1      | 11       | 2 décembre 2013    | 28 avril 2014    | Adult Swim       | 2013–2014 | 1.6                           |
|   | 2      | 10       | 26 juillet 2015    | 4 octobre 2015   | Adult Swim       | 2015      | 2.0                           |
|   | 3      | 10       | 1er avril 2017     | 1er octobre 2017 | Adult Swim       | 2017      |                               |
|   | 4      | 10       | 10 novembre 2019   | 31 mai 2020      | Adult Swim       | 2019-2020 |                               |
|   | 5      | 10       | 20 juin 2021       | 5 septembre 2021 | Adult Swim       | 2021      |                               |
|   | 6      | 10       | 4 septembre 2022   | 11 décembre 2022 | Adult Swim       | 2022      |                               |
|   | 7      | 10       | 15 octobre 2023    |                  | Adult Swim       | 2023      |                               |
|   | 8      | 10       | 25 mai 2025        | 27 juillet 2025  | Adult Swim       | 2025      |                               |

## Épisodes

### Première saison (2013-2014)
| #  | Titre français                  | Titre original                       | Réalisation      | Scénario                       | 1re diffusion US | Audiences américaines (en million) | Synopsis |
| -- | ------------------------------- | ------------------------------------ | ---------------- | ------------------------------ | ---------------- | ---------------------------------- | --- |
| 01 | De la graine de héros           | Pilot                                | Justin Roiland   | Dan Harmon et Justin Roiland   | 09/12/13         | 1,10                               | Rick retrouve sa fille et sa famille après les avoir abandonné. Il engage alors son petit-fils, Morty, dans des "aventures", la première consistant à récupérer des graines extraterrestres. |
| 02 | I, Croquette                    | Lawnmower Dog                        | John Rice        | Ryan Ridley                    | 16/12/13         | 1,51                               | Pendant que Rick et Morty s'infiltrent dans les rêves du professeur de maths du jeune homme, la famille Smith voit évoluer son chien du fait d'un dispositif mis en place par Rick pour permettre au canidé de penser.                                                                               |
| 03 | Anatomy Park                    | Anatomy Park                         | John Rice        | Eric Acosta et Wade Randolph   | 06/01/14         | 1,30                               | Tandis que Rick engage Morty pour entretenir le parc d'attractions qu'il a construit dans le corps d'un sans-abri, Anatomy Park, Jerry reçoit sa famille pour Noël. |
| 04 | M. Night Shaym-Aliens!          | M. Night Shaym-Aliens!               | Jeff Myers       | Tom Kauffman                   | 03/02/14         | 1,32                               | Rick, Morty et Jerry sont enfermés dans une simulation conçue par des extraterrestres. Ceux-ci souhaitent récupérer la recette de l'antimatière, que Rick est seul à connaître. |
| 05 | La boîte à larbins              | Meeseeks and Destroy                 | Bryan Newton     | Ryan Ridley                    | 09/02/14         | 1,61                               | Pour satisfaire les volontés de sa famille, Rick leur offre une boîte à Meeseeks, faisant apparaître des personnages qui disparaissent une fois qu'ils ont fini d'aider la personne qui les a fait naître à faire une tâche. Pendant ce temps, Rick accorde à Morty une aventure qu'il peut choisir. |
| 06 | E-Rick-xir d'amour              | Rick Potion #9                       | Stephen Sandoval | Justin Roiland                 | 10/02/14         | 1,75                               | Alors que Jerry a des doutes sur la fidélité de Beth, Morty demande à Rick de lui préparer un élixir d'amour, afin que la fille de ses rêves, Jessica, tombe amoureuse de lui au bal de fin d'année.                                                                                                 |
| 07 | Gazorpazorp Junior              | Raising Gazorpazorp                  | Jeff Myers       | Eric Acosta et Wade Randolph   | 24/02/14         | 1,76                               | Morty achète, dans une station spatiale extraterrestre, un robot-femme avec laquelle il a un enfant par erreur. Rick emmène alors Summer sur la planète d'origine de ce robot. |
| 08 | Télé...visions                  | Rixty Minutes                        | Bryan Newton     | Tom Kauffman et Justin Roiland | 17/03/14         | 1,48                               | Rick branche la télévision inter-dimensionnelle sur la télé du salon, car il la trouve plus divertissante. Pendant que Morty et lui se délectent de ces nouveaux programmes, les autres membres de la famille tentent de découvrir à quoi ressemble leur propre vie dans les autres réalités.        |
| 09 | La petite bou-Rick des horreurs | Something Ricked This Way Comes      | John Rice        | Mike McMahan                   | 31/03/14         | 1,54                               | Summer obtient un travail dans une boutique qui vend des objets maudits, mais Rick entre vite en conflit avec son patron. En parallèle, Morty et Jerry se retrouvent embarqués sur Pluton. Les habitants acclament Jerry, car celui-ci considère toujours leur monde comme une véritable planète.    |
| 10 | Rencontres du 3e Rick           | Close Rick-counters of the Rick Kind | Stephen Sandoval | Ryan Ridley                    | 14/04/14         | 1,75                               | Rick et Morty sont emmenés à la Citadelle des Ricks, où vivent plusieurs Ricks et Mortys de différentes dimensions, car Rick est accusé d'avoir assassiné d'autres Rick. |
| 11 | Ricksy Business                 | Ricksy Business                      | Stephen Sandoval | Ryan Ridley & Tom Kauffman     | 28/04/14         | 2,13                               | Jerry et Beth partent sur une attraction romantique simulant le naufrage du Titanic. Rick et Summer en profitent pour organiser une fête. |

### Deuxième saison (2015)
| #  | Titre français                               | Titre original                          | Réalisation     | Scénario                                   | 1re diffusion US | Audiences américaines (en million) | Synopsis |
| -- | -------------------------------------------- | --------------------------------------- | --------------- | ------------------------------------------ | ---------------- | ---------------------------------- | --- |
| 01 | Effet Rick-ochet                             | A Rickle in Time                        | Wes Archer      | Matt Roller                                | 26/07/15         | 2,12                               | Morty et Summer brisent le temps par erreur. Jerry et Beth heurtent un cerf, accident qui va mettre l'ego de Beth à dure épreuve. |
| 02 | Prout, l'extra-terrestre                     | Mortynight Run                          | Dominic Polcino | David Phillips                             | 03/08/15         | 2,18                               | Rick et Morty déposent Jerry dans une garderie spécialement créée par les Ricks pour les Jerrys de toutes dimensions. Rick vend des armes à un assassin pour jouer à des jeux toute l'après-midi, ce qui déplaît à Morty qui libère la mystérieuse cible de l'assassin.         |
| 03 | Assimilation auto-érotique                   | Auto Erotic Assimilation                | Bryan Newton    | Ryan Ridley                                | 09/08/15         | 1,94                               | Rick retrouve Unity, son ancienne petite amie, une entité pouvant prendre le contrôle de tous les habitants d'une planète. De leur côté, Beth et Jerry découvrent un secret caché dans leur garage.                                                                             |
| 04 | Total Rickall                                | Total Rickall                           | Juan Meza-Leon  | Mike McMahan                               | 16/08/15         | 1,96                               | La maison des Smith est envahie par des parasites qui prennent la forme de personnages que la famille pensent avoir connus toute leur vie, mettant leur confiance entre eux à rude épreuve.                                                                                     |
| 05 | On va vous faire schwifter                   | Get Schwifty                            | Wes Archer      | Tom Kauffman                               | 23/08/15         | 2,12                               | Une tête géante extraterrestre prend la Terre pour cible afin de la faire participer de force à une émission de téléréalité musicale. Pendant qu'un culte dont Summer fait partie se crée en ville, Rick, Morty et le Président semblent les seuls à pouvoir sauver la planète. |
| 06 | Les Ricks sont tombés sur la tête            | The Ricks Must Be Crazy                 | Dominic Polcino | Dan Guterman                               | 30/08/15         | 1,91                               | Le vaisseau de Rick tombe en panne. Lui et Morty vont donc rendre visite aux habitants du mini-univers créé par Rick pour alimenter le vaisseau. Pendant ce temps, ce dernier a pour mission de protéger Summer de tous danger.                                                 |
| 07 | Mini-Rick, méga hic                          | Big Trouble In Little Sanchez           | Bryan Newton    | Alex Rubens                                | 13/09/15         | 1,97                               | Tandis que Beth et Jerry suivent une thérapie de couple dans l'espace, Rick se clone en un adolescent pour traquer un vampire dans le lycée de Morty et Summer. |
| 08 | Cable Interdimensionnel 2 : Tenter le destin | Interdimensional Cable 2: Tempting Fate | Juan Meza-Leon  | Dan Guterman, Ryan Ridley & Justin Roiland | 20/09/15         | 1,79                               | Jerry se fait hospitaliser dans un hôpital extraterrestre. À son réveil, on lui apprend qu'on a besoin de son pénis pour sauver la vie de la personne la plus importante de l'univers. Pour patienter à l'hôpital, Rick remet la télévision interdimensionnelle.                |
| 09 | Qui est-ce qui purge, maintenant ?           | Look who's Purging now                  | Dominic Polcino | Dan Harmon, Ryan Ridley & Justin Roiland   | 27/09/15         | 1,89                               | Rick et Morty font halte sur une planète dont les habitants vivent en paix, à l'exception d'une nuit dans l'année où tout est permis. |
| 10 | Mariage à la squanchaise                     | The Wedding Squanchers                  | Wes Archer      | Tom Kauffman                               | 04/10/15         | 1,84                               | Le meilleur ami de Rick, Birdperson, se marie avec une humaine. La famille est invitée, mais tombe dans un piège tendu par la Fédération Galactique. Les Smith se retrouvent en cavale.                                                                                         |

### Troisième saison (2017)
| #  | Titre français                    | Titre original                          | Réalisation     | Scénario                                                                              | 1re diffusion US | Audiences américaines (en million) | Synopsis |
| -- | --------------------------------- | --------------------------------------- | --------------- | ------------------------------------------------------------------------------------- | ---------------- | ---------------------------------- | --- |
| 01 | À la recherche de Rick            | The Rickshank Redemption                | Juan Meza-Leon  | Mike McMahan                                                                          | 01/04/17         | 0,68                               | Les agents de la Fédération Galactique tentent d'en savoir plus sur le passé de Rick et d'obtenir la formule du pistolet à portails, pendant que Summer et Morty décident d'aller à la rescousse de leur grand-père. |
| 02 | À la recherche de la pierre verte | Rickmancing the Stone                   | Dominic Polcino | Jane Becker                                                                           | 30/07/17         | 2,86                               | Alors que Jerry et Beth divorcent, Rick, Morty et Summer partent à l'aventure sur une version post-apocalyptique de la Terre. |
| 03 | Rick-ornichon                     | Pickle Rick                             | Anthony Chun    | Jessica Gao                                                                           | 06/08/17         | 2,31                               | Pour échapper à la thérapie familiale, Rick se transforme en cornichon. Mais il va être embarqué malgré lui dans une mésaventure pleine de rebondissements. |
| 04 | Troisième édition                 | Vindicators 3: The Return of Worldender | Bryan Newton    | Sarah Carbiener & Erica Rosbe                                                         | 13/08/17         | 2,66                               | Rick et Morty répondent à l'appel des Vengeurs, un groupe de super-héros dont Morty est fan et dont Rick fait partie. Leur mission est de détruire le super-vilain Worldender, qui fait son retour dans la galaxie. |
| 05 | Conspiration                      | The Whirly Dirly Conspiracy             | Juan Meza-Leon  | Ryan Ridley                                                                           | 20/08/17         | 2,29                               | À la demande de Morty, Rick emmène Jerry en aventure dans une ville extraterrestre ou nul ne peut mourir. Pendant ce temps, Summer est préoccupée par son apparence physique et décide d'utiliser une machine de Rick pour améliorer cela. |
| 06 | Repos et Ricklaxation             | Rest and Ricklaxation                   | Anthony Chun    | Tom Kauffman                                                                          | 27/08/17         | 2,47                               | Fatigués de leurs aventures, Rick et Morty se relaxent dans un spa extraterrestre. Ils utilisent alors une machine qui va retirer toutes leurs parties toxiques. Rick devient plus aimable et Morty a enfin confiance en lui. Mais la partie toxique de Rick, enfermée dans la machine, est consciente d'elle-même et ne l'entend pas de cette oreille. |
| 07 | Confusion en Ricklantide          | The Ricklantis Mixup                    | Dominic Polcino | Ryan Ridley                                                                           | 10/09/17         | 2,38                               | Pendant que Rick et Morty partent à l'aventure dans la cité perdue de l'Atlantide, nous découvrons la vie menée par les Ricks et les Mortys de la Citadelle, qui essaie de se reconstruire. |
| 08 | Les souvenirs effacés de Morty    | Morty's Mind Blowers                    | Bryan Newton    | Mike McMahan, James Siciliano, Ryan Ridley, Dan Guterman, Justin Roiland & Dan Harmon | 17/09/17         | 2,51                               | Rick et Morty redécouvrent tous les souvenirs d'aventure de Morty que le jeune homme a supplié d'effacer de sa mémoire. |
| 09 | Froopyland                        | The ABC's of Beth                       | Juan Meza-Leon  | Mike McMahan                                                                          | 24/09/17         | 2,49                               | Accusé d'avoir mangé son fils, le père d'un ami d'enfance de Beth va être exécuté. Afin de retrouver cet ami disparu, Rick emmène sa fille dans un monde qu'il avait naguère créé spécialement pour elle. Pendant ce temps, Jerry vit une liaison avec une guerrière extraterrestre qu'il présente à ses enfants.                                       |
| 10 | L’ami de Washington               | The Rickchurian Mortydate               | Anthony Chun    | Dan Harmon                                                                            | 01/10/17         | 2,60                               | Le Président des USA confie une mission à Rick et Morty. Ceux-ci, guère motivés, décident de ne pas l'accomplir. Piqué au vif, le chef de l'État confronte alors directement le scientifique. |

### Quatrième saison (2019-2020)
| #  | Titre français                       | Titre original                            | Réalisation   | Scénario                    | 1re diffusion US | Audiences américaines (en million) | Synopsis |
| -- | ------------------------------------ | ----------------------------------------- | ------------- | --------------------------- | ---------------- | ---------------------------------- | --- |
| 01 | Edge of Tomorty: Rick Die Rickpeat   | Edge of Tomorty: Rick Die Rickpeat        | Erica Hayes   | Mike McMahan                | 10/11/19         | 2,33                               | Rick et Morty partent à la recherche d'un cristal de la mort, un objet qui permet de connaître la cause de sa mort. |
| 02 | Le Vieil homme et la merde           | The Old Man and the Seat                  | Jacob Hair    | Michael Waldron             | 17/11/19         | 1,67                               | Rick entre en conflit avec un utilisateur de ses toilettes privées. De son côté, Morty doit aider son père à désactiver une application de rencontres amoureuses qui sème le désarroi sur Terre.                                                                 |
| 03 | Vol au-dessus d'un nid de Morty      | One Crew Over the Crewcoo’s Morty         | Bryan Newton  | Caitie Delaney              | 24/11/19         | 1,61                               | Furieux d'avoir été doublé pour la récupération un trésor antique, Rick embarque Morty dans une histoire de braquage sans fin. |
| 04 | C'est mon Dragon et Bien Plus Encore | Claw and Hoarder: Special Ricktim's Morty | Anthony Chun  | Jeff Loveness               | 08/12/19         | 1,63                               | Rick finit par céder à la demande de Morty et s'arrange pour lui offrir un dragon. En parallèle, Jerry discute avec un chat qui le convint d'aller en Floride.                                                                                                   |
| 05 | Rattlestar Ricklactica               | Rattlestar Ricklatica                     | Jacob Hair    | James Siciliano             | 15/12/19         | 1,32                               | Afin d'empêcher Jerry de se blesser en installant des décorations de Noël, Rick le rend plus léger que l'air. Rick et Morty interviennent ensuite dans le destin d'une planète peuplée de serpents, ce qui conduira ces derniers à maîtriser le voyage temporel. |
| 06 | Rickstoires sans fin                 | Never Ricking Morty                       | Erica Hayes   | Jeff Loveness               | 03/05/20         | 1,55                               | Rick et Morty se retrouvent piégés à bord d'un étrange train. Le conducteur souhaite en effet utiliser leur potentiel historique pour franchir le cinquième mur.                                                                                                 |
| 07 | Promortheus                          | Promortyus                                | Bryan Newton  | Jeff Loveness               | 10/05/20         | 1,34                               | Rick et Morty se libèrent de l'emprise de parasites mentaux qui visent à lever une armée et envahir la Terre. |
| 08 | L'épisode de la Cuve d'acide         | The Vat of Acid Episode                   | Jacob Hair    | Jeff Loveness & Albro Lundy | 17/05/20         | 1,26                               | Lors d'une mission, Rick simule sa mort et celle de Morty en sautant dans une cuve de faux acide. Cette stratégie se solde par un échec et Morty défie alors Rick d'inventer quelque chose basé sur l'une de ses propres idées.                                  |
| 09 | Les Rick de Morty                    | Childrick of Mort                         | Kyounghee Lim | James Siciliano             | 24/05/20         | 1,22                               | Rick reçoit un appel de Gaia, une planète sensible, qui lui annonce être enceinte de lui. Toute la famille Smith se rend aussitôt sur ce monde. |
| 10 | Star Mort : Le Ricktour du Jerry     | Star Mort Rickturn of the Jerri           | Erica Hayes   | Anne Lane                   | 31/05/20         | 1,30                               | Beth et son clone veulent que Rick révèle enfin qui est sa véritable fille et qui est la doublure. La situation se complique lorsque la Fédération intervient pour mettre la main sur Rick.                                                                      |

### Cinquième saison (2021)
| #  | Titre français                             | Titre original                              | Réalisation    | Scénario                     | 1re diffusion US | Audiences américaines (en million) | Synopsis |
| -- | ------------------------------------------ | ------------------------------------------- | -------------- | ---------------------------- | ---------------- | ---------------------------------- | --- |
| 01 | Les Ricksins de la colère                  | Mort Dinner Rick Andre                      | Jacob Hair     | Jeff Loveness                | 20/06/21         | 1,30                               | Alors qu'il frôle la mort lors d'une aventure, Morty se décide a appeler Jessica. Cela conduira finalement Rick a retrouver sa némésis : Mr. Nimbus.                                                             |
| 02 | Mes Doubles, mon Morty et moi              | Mortyplicity                                | Lucas Gray     | Albro Lundy                  | 27/06/21         | 1,16                               | Rick est averti qu'une menace cible sa famille car des leurres, qu'il avait créé pour protéger les siens, viennent de se faire massacrer.                                                                        |
| 03 | Une Vérickté qui dérange                   | A Rickconvenient Mort                       | Juan Meza-Léon | Rob Schrab                   | 04/07/21         | 1,01                               | Morty fait la rencontre de Planetina, une superhéroïne écologiste qu'il finit par fréquenter. En parallèle, Rick emmène Summer faire la fête sur trois mondes condamnés à disparaître.                           |
| 04 | Rickdependence Jet                         | Rickdependence Spray                        | Erica Hayes    | Nick Rutherford              | 11/07/21         | 0,96                               | Pour une expérience, Rick se sert de semence équine récupérée à la clinique de Beth. Il ignore que Morty a utilisé en secret le mannequin de saillie qui s'y trouve.                                             |
| 05 | Amortycan Grafrickty                       | Amortycan Grickfitti                        | Kyounghee Lim  | Anne Lane                    | 18/07/21         | 0,78                               | Summer et Morty volent le vaisseau de Rick pour emmener Bruce Chutback, un nouvel élève, dans l'espace. Pendant ce temps, les autres membres de la famille sont conduits en Enfer pour régler une vieille dette. |
| 06 | Rick et Morty : Spécial Thanksgiving       | Rick & Morty's Thanksploitation Spectacular | Douglas Olsen  | James Siciliano              | 25/07/21         | 0,93                               | Rick et Morty découvrent les secrets derrière les célébrations de Thanksgiving et doivent faire face à une rébellion des dindes.                                                                                 |
| 07 | GoTron JerrySis Rickvangelion              | Gotron Jerrysis Rickvangelion               | Jacob Hair     | John Harris                  | 01/08/21         | 0,82                               | Rick découvre le Furet GoTron bleu, un mécha dont il possède déjà les autres versions colorées. Son obsession pour les méchas prend alors le dessus.                                                             |
| 08 | Rick, un ami qui vous veut pas que du bien | Rickternal Friendshine of the Spotless Mort | Erica Hayes    | Albro Lundy                  | 08/08/21         | 0,83                               | Rick s'aventure dans le subconscient de Condorman pour tenter de le faire revenir. |
| 09 | Sans SaRick rien ne va                     | Forgetting Sarick Mortshall                 | Kyounghee Lim  | Siobhan Thompson             | 05/09/21         | 0,91                               | À la suite d'une maladresse, Morty se retrouve avec un portail sur la main, connecté à un homme inconnu. Rick décide de remplacer son petit-fils par deux corbeaux.                                              |
| 10 | SamouRick Jack                             | Rickmurai Jack                              | Jacob Hair     | Jeff Loveness & Scott Marder | 05/09/21         | 0,94                               | Rick et Morty se rendent une nouvelle fois à la Citadelle des Ricks. Morty découvre les secrets des lieux, et ils sont confrontés au Morty maléfique.                                                            |

### Sixième saison (2022)
| #  | Titre français                     | Titre original                           | Réalisation         | Scénario              | 1re diffusion US | Audiences américaines (en million) | Synopsis |
| -- | ---------------------------------- | ---------------------------------------- | ------------------- | --------------------- | ---------------- | ---------------------------------- | --- |
| 01 | Solaricks                          | Solaricks                                | Jacob Hair          | Albro Lundy           | 04/09/22         | 0,66                               | Rick et Morty s'échappent des décombres de la Citadelle grâce au clone de Beth. Mais, en voulant ensuite réinitialiser le fluide de son pisto-portail, Rick réinitialise par erreur les voyageurs dimensionnels...                       |
| 02 | Une Mort-vie bien vécue            | Rick: A Mort Well Lived                  | Kyoung Hee Lim      | Alex Rubens           | 11/09/22         | 0,60                               | La personnalité de Morty est piégée dans le jeu "Roy" et Rick tente de le sortir de là, tandis que des terroristes s'attaquent à la station où ils se trouvent. Pour les aider, Summer devra agir comme dans le film "Piège de Cristal". |
| 03 | Bethic Instinct                    | Bethic Twinstinct                        | Douglas Einar Olsen | Anne Lane             | 18/09/22         | 0,55                               | Alors que les Smith célèbrent l'une de leurs fêtes préférées, Summer et Morty deviennent accros à leur nouvelle console de jeux ultra réaliste.                                                                                          |
| 04 | Famille nocturne                   | Night Family                             | Jacob Hair          | Rob Schrab            | 25/09/22         | 0.60                               | Les Smith découvrent que Rick utilise une nouvelle technologie lui permettant d'effectuer des corvées la nuit, lorsqu'il dort. Tout la famille insiste alors pour pouvoir faire de même.                                                 |
| 05 | Desmithation finale                | Final DeSmithation                       | Douglas Einar Olsen | Heather Anne Campbell | 02/10/22         | 0.58                               | En mangeant un fortune cookie, Jerry découvre une prédiction sur le fait qu'il aura des relations sexuelles avec sa mère. Rick finit par l'aider et ils enquêtent sur l'origine du biscuit.                                              |
| 06 | JuRicksic Mort                     | JuRicksic Mort                           | Kyoung Hee Lim      | Nick Rutherford       | 09/10/22         | 0.54                               | Les dinosaures reviennent sur la Terre, leur ancien foyer, après avoir répandu la paix et la technologie dans l'univers. Animés par l'idée de faire le bien, ils reprennent le contrôle de la planète.                                   |
| 07 | Le Héros aux mille et un Rick      | Full Meta Jackrick                       | Lucas Gray          | Alex Rubens           | 20/11/22         | 0.51                               | En s'aventurant au-delà du quatrième mur, Rick et Morty se trouvent confrontés à des personnages méta et doivent à nouveau affronter Story Lord.                                                                                         |
| 08 | De mal en pisse                    | Analyze Piss                             | Fill Marc Sagadraca | James Siciliano       | 27/11/22         | 0.53                               | Rick accepte de réaliser une thérapie et de ne plus porter attention à tous ceux qui souhaitent le combattre. Lorsque le PissMaster vient chez eux, c'est finalement Jerry qui se décide à intervenir.                                   |
| 09 | Les Rickvalier du Roi Morthur      | A Rick in King Mortur's Mort             | Jacob Hair          | Anne Lane             | 04/12/22         | 0.53                               | Après avoir rencontré deux chevaliers, Morty finit par devenir le roi du Soleil. Et tandis que Rick se décide, pour une fois, à le soutenir dans ses choix, une guerre commence à ravager le système solaire.                            |
| 10 | Le Père Rick-Noël est une Mortyure | Ricktional Mortpoon's Rickmas Mortcation | Kyounghee Lim       | Scott Marder          | 11/12/22         | 0.49                               | C'est Noël et Rick, plus gentil que jamais, offre des cadeaux au reste de la famille. Morty obtient un sabre laser. Mais, en le lâchant parfaitement à la verticale, celui-ci file maintenant droit vers le cœur de la Terre...          |

### Septième saison (2023)
| #  | Titre français                          | Titre original                    | Réalisation   | Scénario                      | 1re diffusion US | Audiences américaines (en million) | Synopsis |
| -- | --------------------------------------- | --------------------------------- | ------------- | ----------------------------- | ---------------- | ---------------------------------- | --- |
| 01 | La Vie, c'est comme une Boîte-A-Caca    | How Poopy Got His Poop Back       | Lucas Gray    | Nick Rutherford               | 15/10/23         | 0.42                               | Rick lance une opération pour remonter le morale de son ami, qui ne se remet pas de sa rupture avec sa femme. |
| 02 | Deux Rick ami-ami                       | The Jerrick Trap                  | Kyounghee Lim | Albro Lundy & James Siciliano | 22/10/23         | 0.47                               | Rick échange de cerveau avec son gendre qui pense qu'il ne se sert pas bien de son intelligence. Mais l'expérience tourne mal... |
| 03 | Air Force Wong                          | Air Force Wong                    | Jacob Hair    | Alex Rubens                   | 29/10/23         | 0.36                               | Unity reviens sur Terre et s'empare de la Virginie car elle s’inquiète pour la santé mentale de Rick. Pendant ce temps le président tourne autour de sa psy et tente de la séduire...                                                                                     |
| 04 | Soleil Ve-Rick                          | That's Amorte                     | Lucas Gray    | Heather Anne Campbell         | 5/11/23          | 0.44                               | Le jeudi Spaghetti et un régal chez la famille Smith, mais quand Morty apprend d'où viennent les pâtes en question, il transforme ce moment agréable en dégoût collectif.                                                                                                 |
| 05 | ImpRicktoyable                          | Unmortricken                      |               |                               | 12/11/23         | 0.46                               | Rick, accompagné de Morty maléfique, retrouve la planque de Rick Suprême. Le combat final et la quête ultime de vengeance pour la mort de Diane prend place. |
| 06 | Mater n'est pas jouer                   | Rickfending your Mort             |               |                               | 19/11/23         | 0.40                               | Morty prétend avoir vécu assez d'aventures avec Rick pour avoir le droit de choisir la prochaine, mais celui-ci n'est pas d'accord et pense que certaines des aventures notifiées sont inventées. Il appelle alors un être cosmique quasi-omniscient pour les départager. |
| 07 |                                         | We Kuat Amortican Summer          |               |                               | 26/11/23         | 0.49                               | Morty et Summer fusionnent après une dispute, devenant un "Kuato". Ils sont alors invités dans une fête qui cache un trafic très sombre... |
| 08 | Le Soulèvement des Numéricons : le film | Rise of the Numericons: The Movie |               |                               | 03/12/23         | 0.38                               | La guerre des chiffres et des lettres continue, Water T prend la tête des opérations afin de mettre un terme à ce carnage. Mais la guerre prendra-t-elle vraiment fin un jour ?                                                                                           |
| 09 | Mort : Ragnarick                        | Mort: Ragnarick                   |               |                               | 10/12/2023       | 0.29                               | Afin d'obtenir une source d'énergie infinie, Rick se décide à aller faire un tour dans le Walhalla. |
| 10 | ConjuRick                               | Fear No Mort                      |               |                               | 17/12/23         | 0.45                               | Rick et Morty tombent sur un étrange trou dans les toilettes d'un restaurant, on affirme qu'il guéri la peur la plus profonde de celui qui y entre. |

### Huitième saison (2025)
| #  | Titre français                | Titre original                | Réalisation | Scénario                                        | 1re diffusion US | Audiences américaines (en million) | Synopsis                                                |
| -- | ----------------------------- | ----------------------------- | ----------- | ----------------------------------------------- | ---------------- | ---------------------------------- | ------------------------------------------------------- |
| 01 | La Summer de toutes les peurs | Summer of All Fears           |             |                                                 |                  |                                    | Rick essaie de faire de la discipline avec les enfants. |
| 02 | Valkyrick                     | Valkyrick                     |             |                                                 |                  |                                    | Beth de l'espace a besoin d'un coup de main au travail. |
| 03 | Le Rick, Le mort & Le Truand  | The Rick, The Mort & The Ugly |             | Albro Lundy & James Siciliano & Michael Kellner |                  |                                    |                                                         |